# Pentium
Els Intel Pentium són una gamma de microprocessadors amb arquitectura x86 produïts per Intel.
El processador Pentium es va llançar al mercat el 22 de març de 1993, succeint al processador Intel 80486. Intel no el va anomenar 586 atès el fet que no és possible registrar una marca composta solament de nombres i que la competència utilitzava fins ara els mateixos nombres que Intel para els seus processadors equivalents (AMD 486, IBM 486, etc.). També és conegut pel seu nom clau P54C.

## Característiques tècniques
El processador Intel Pentium està format per 3,1 milions de transistors i direcciona memòria amb 64 bits. Integra dues memòries cau de 8 KBytes (una per a dades i altra per a codi) i té dues unitats aritmètiques lògiques (ALU), cosa que li permet fer tractament paral·lel. Per tant, el Pentium pot executar fins a dues instruccions per cicle de rellotge. Està optimitzat per a executar codi de 16 bits.
El Pentium es va produir en diferents versions. Funcionava a una velocitat de rellotge de 60 MHz o 66 MHz en el seu llançament, que es va augmentar fins als 233 MHz de l'últim model produït.
Les primeres versions utilitzaven el sòcol Socket 5, mentre que les posteriors, el Socket 7.

## Evolució del Pentium
Les primeres sèries, funcionaven a 60 i a 66 MHz, i a causa del fet que treballaven a 5 V tenien problemes de sobreescalfament. A més treballaven a la mateixa velocitat que el mateix bus. Aquests models es poden actualitzar mitjançant el Overdrive d'Intel a 120 o a 133 MHz, que duplica la velocitat del bus, i incorpora un reductor de 5 a 3,3 V. A partir del model de 75 MHz ja es comença a treballar amb multiplicadors de freqüència interns perquè el rendiment dels processadors siga major que el bus i la memòria permeten. A més se soluciona el problema del sobreescalfament rebaixant la tensió de funcionament dels nous models a 3,52 V, amb el que s'aconsegueix un menor consum. D'aquesta sèrie de microprocessadors poc es pot dir que no se sàpiga. Va ser famós en ells un bug detectat que en unes circumstàncies molt concretes provocava un error de càlcul (Error de divisió del Pentium). Aquells que disposen d'una unitat d'aquest tipus encara poden posar-se en contacte amb Intel perquè els la canviïn.
En 1997, Intel va presentar una evolució del seu processador Pentium, que es va anomenar Pentium MMX. Aquest es basava en el mateix nucli del Pentium original, però se li va afegir una memòria cau L1 de 32 KBytes (enfront dels 16 KBytes del Pentium comú), sent 16 KB per a dades i 16 KB per a instruccions, ordenades en 4 vies de 4 KB cadascuna, i 57 noves instruccions multimèdia (de coma flotant), anomenades MMX, amb la finalitat d'executar més ràpidament les futures aplicacions interactives. Aquest processador funcionava entre 166 i 233 MHz..

## Models
| Nom clau         | P5          | P5          | P54C      | P54C      | P54C      | P54C      | P54CS     | P54CS    | P54CS     | P54CS     | P54CS     | P55C      | P55C      | P55C      | P55C      | P55C      | P55C      | Tillamook | Tillamook | Tillamook | Tillamook |
| Codi de producte | 80500/80501 | 80500/80501 | 80502     | 80502     | 80502     | 80502     | 80502     | 80502    | 80502     | 80502     | 80502     | 80503     | 80503     | 80503     | 80503     | 80503     | 80503     | 80503     | 80503     | 80503     | 80503     |
| Tecnologia (µm)  | 0.80        | 0.80        | 0.60      | 0.60      | 0.60      | 0.60      | 0.35      | 0.35     | 0.35      | 0.35      | 0.35      | 0.28      | 0.28      | 0.28      | 0.28      | 0.28      | 0.28      | 0.25      | 0.25      | 0.25      | 0.25      |
| Freqüència (MHz) | 60          | 66          | 75        | 90        | 100       | 120       | 120       | 133      | 150       | 166       | 200       | 120*      | 133*      | 150*      | 166       | 200       | 233       | 200       | 233       | 266       | 300       |
| Voltatge         | 5.0         | 5.0         | 3.3       | 3.3       | 3.3       | 3.3       | 3.3       | 3.3      | 3.3       | 3.3       | 3.3       | 2.8       | 2.8       | 2.8       | 2.8       | 2.8       | 2.8       | 1.8       | 1.8       | 1.8       | 1.8       |
| Comercialització | 22/Mar/93   | 22/Mar/93   | 10/Oct/94 | 07/Mar/94 | 07/Mar/94 | 27/Mar/95 | 27/Mar/95 | Jun/1995 | 04/Gen/96 | 04/Gen/96 | 10/Jun/96 | 27/Mar/95 | 27/Mar/95 | 27/Mar/95 | 08/Gen/97 | 08/Gen/97 | 02/Jun/97 | Ago/1997  | Ago/1997  | Gen/1998  | Gen/1999  |